# 北站街道 (上海市)

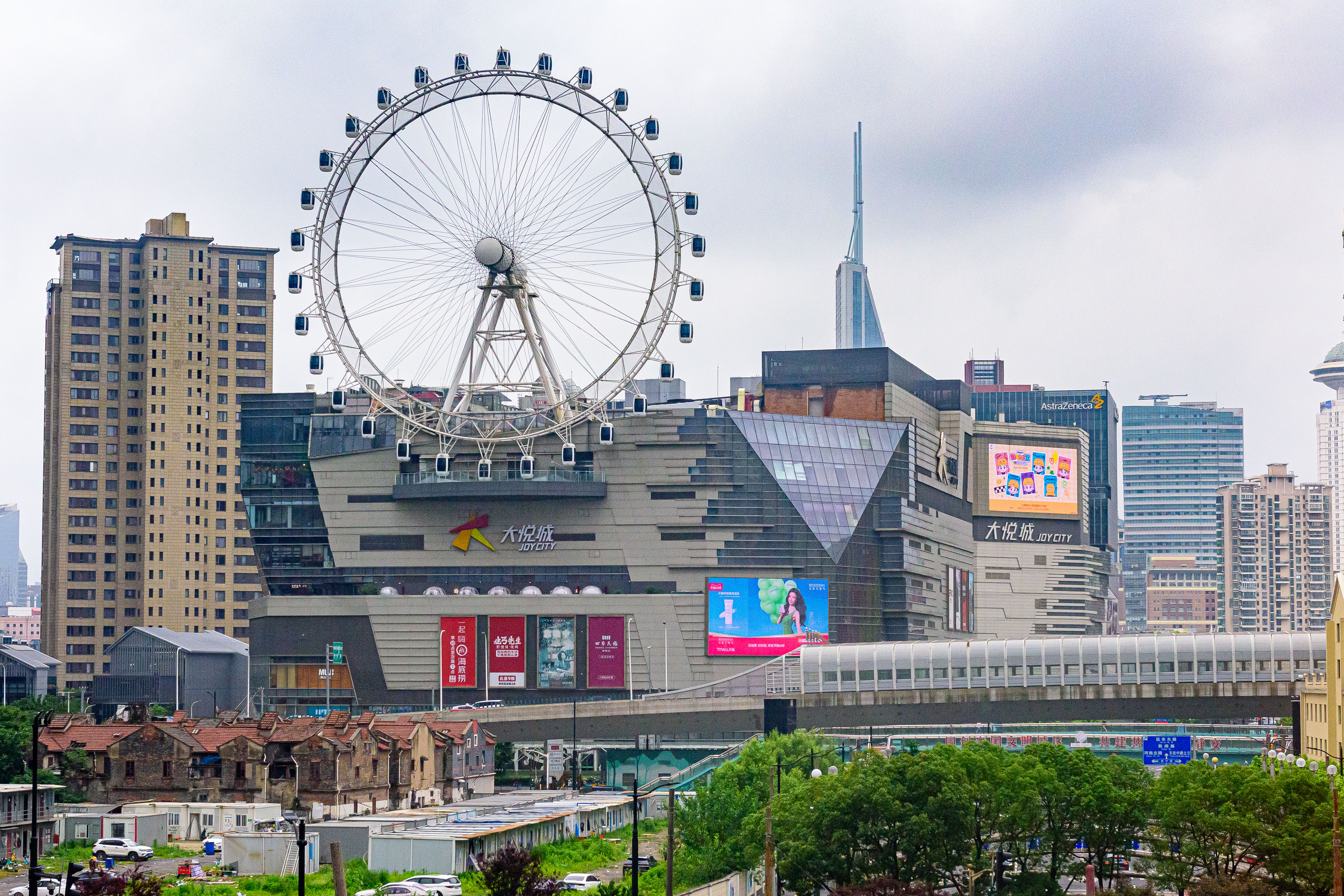
上海静安大悦城位于辖区中南部

北站街道是中国上海市静安区下辖的一个街道，位于静安区中部，是静安区（原闸北区）著名棚户区之一，境内都是老式石库门房屋。面积1.99平方公里，其中陆地1.74平方公里，苏州河河岸线2,300米。户籍人口11万人（2008年）。1980年后，虽然以新梅大厦、白马大厦为代表的一批高层大楼在此地建设，但北站街道东侧安庆路——康乐路一带仍然维持着老城区脏乱差的面貌。

## 行政区划
北站街道下辖：新泰居委会、老泰居委会、南唐居委会、龙吉里居委会、顺庆里居委会、北唐居委会、南高居委会、甘肃居委会、卫星居委会、图南居委会、北高居委会、均益居委会、开封里居委会、颐福里居委会、来安居委会、南林居委会、天保里居委会、华安坊居委会、北市场居委会、蒙古路居委会、三生里居委会、永顺居委会、国庆新村居委会、南星路居委会、长春坊居委会。